# João Machado Pinheiro Correia de Melo
João Machado Pinheiro Correia de Melo ComNSC (Guimarães, 8 de Janeiro de 1824 – Guimarães, 9 de Maio de 1891), 12.º senhor do morgado de Pindela e 8.º padroeiro do Mosteiro de Nossa Senhora de Arnoso, 6.º senhor do morgado de Guerras em Guimarães, senhor da casa de Refalcão, em Cabeceiras de Basto, fidalgo da Casa Real, pertencente ao Conselho de Sua Majestade Fidelíssima, El-Rei D. Pedro V de Portugal, que o agraciou com o título de Visconde de Pindela por decreto de 31 de Janeiro de 1854.

## Biografia
João Machado Pinheiro Correia de Melo foi governador civil dos distritos Braga e de Viana do Castelo. De 1876 a 1878 foi Presidente da Câmara Municipal de Braga.
Casou em 1839 com a Maria do Carmo Cardoso de Menezes Barreto do Amaral, 14.ª senhora do Morgado de Nespereira, senhora da Casa de Paço de Nespereira, com quem teve cinco filhos, sendo que a única que chegou à idade adulta foi Maria Amélia Cardoso de Menezes Barreto do Amaral, que viria a casar com Gaspar Lobo de Sousa Machado e Couros, 1.º Visconde de Paço de Nespereira, de quem descende a família Cardoso de Menezes Lobo Machado. Do segundo casamento, com Eulália Estelita de Freitas Rangel de Quadros, nasceram três filhos, destacam-se o mais velho e o mais novo, Vicente Pinheiro Lobo Machado de Melo e Almada, 2.º Visconde de Pindela e Bernardo Pinheiro Correia de Melo, 1.º Conde de Arnoso, respectivamente.
O Visconde de Pindela foi ainda Comendador da Ordem de Nossa Senhora da Conceição de Vila Viçosa e da Ordem de Isabel a Católica, de Espanha.